# Spanish International 1977
Die Spanish International 1977 im Badminton fanden in Vigo statt. Es war die vierte Auflage des Turniers, damals noch als Tournament City of Vigo betitelt.

## Titelträger
| Disziplin    | Sieger                    |
| ------------ | ------------------------- |
| Herreneinzel | António Crespo            |
| Dameneinzel  | nicht ausgetragen         |
| Herrendoppel | Jorge Cruz Pedro V. Blach |
| Damendoppel  | nicht ausgetragen         |
| Mixed        | nicht ausgetragen         |